# Liste der denkmalgeschützten Objekte in Aschach an der Donau
Die Liste der denkmalgeschützten Objekte in Aschach an der Donau enthält die 69 denkmalgeschützten, unbeweglichen Objekte der Gemeinde Aschach an der Donau in Oberösterreich (Bezirk Eferding).

## Denkmäler
| Foto |                 | Denkmal | Standort                                                      | Beschreibung | Metadaten |
| ---- | --------------- | --- | ------------------------------------------------------------- | --- | --- |
| ja   | Datei hochladen | Bauernhofanlage, Weihsenhof HERIS-ID: 8458 Objekt-ID: 4412seit 2016                                            | Abelstraße 7 Standort KG: Aschach an der Donau                | | BDA-Hist.: Q38003822 Status: Bescheid Stand der BDA-Liste: 2025-06-30 Name: Bauernhofanlage, Weihsenhof GstNr.: .159/1, .159/2                                                           |
| ja   | Datei hochladen | Wohnhaus, Oberes Tischlerhaus HERIS-ID: 8459 Objekt-ID: 4413seit 2016                                          | Abelstraße 11 Standort KG: Aschach an der Donau               | In diesem Wohnhaus wurde am 22. August 1764 der Maler Josef Abel geboren. Daran erinnert eine Inschriftstafel aus Rotmarmor, die 1883 vom Verschönerungsverein an der Fassade angebracht wurde. | BDA-Hist.: Q38003831 Status: Bescheid Stand der BDA-Liste: 2025-06-30 Name: Wohnhaus, Oberes Tischlerhaus GstNr.: .157                                                                   |
| ja   | Datei hochladen | Wohnhaus HERIS-ID: 23556 Objekt-ID: 19911seit 2016                                                             | Abelstraße 14 Standort KG: Aschach an der Donau               | | BDA-Hist.: Q37877175 Status: Bescheid Stand der BDA-Liste: 2025-06-30 Name: Wohnhaus GstNr.: .160                                                                                        |
| ja   | Datei hochladen | Wohnhaus, Weißgerberhaus HERIS-ID: 8614 Objekt-ID: 4570seit 2016                                               | Abelstraße 16 Standort KG: Aschach an der Donau               | | BDA-Hist.: Q38011114 Status: Bescheid Stand der BDA-Liste: 2025-06-30 Name: Wohnhaus, Weißgerberhaus GstNr.: .156                                                                        |
| ja   | Datei hochladen | Wohn- und Geschäftshaus, Kupferschmiedhaus HERIS-ID: 8616 Objekt-ID: 4572seit 2016                             | Abelstraße 18 Standort KG: Aschach an der Donau               | Das Haus in der Abelstraße 18, das spätestens im 15. oder 16. Jahrhundert errichtet wurde, beherbergte einst die Werkstatt eines Kupferschmieds. Bei Bauarbeiten wurden 2001 Reste gotischer Wandmalereien entdeckt, die eine Jagdszene und eine Burg darstellen. | BDA-Hist.: Q38011206 Status: Bescheid Stand der BDA-Liste: 2025-06-30 Name: Wohn- und Geschäftshaus, Kupferschmiedhaus GstNr.: .155                                                      |
| ja   | Datei hochladen | Wohnhaus HERIS-ID: 20418 Objekt-ID: 16722seit 2016                                                             | Abelstraße 19 Standort KG: Aschach an der Donau               | | BDA-Hist.: Q37851403 Status: Bescheid Stand der BDA-Liste: 2025-06-30 Name: Wohnhaus GstNr.: .152/2                                                                                      |
| ja   | Datei hochladen | Gasthaus, sog. Ledererhaus HERIS-ID: 19995 Objekt-ID: 16294seit 2016                                           | Abelstraße 21 Standort KG: Aschach an der Donau               | | BDA-Hist.: Q37849806 Status: Bescheid Stand der BDA-Liste: 2025-06-30 Name: Gasthaus, sog. Ledererhaus GstNr.: .151                                                                      |
| ja   | Datei hochladen | Gasthaus, Marktbräuhaus HERIS-ID: 8617 Objekt-ID: 4573seit 2018                                                | Abelstraße 23 Standort KG: Aschach an der Donau               | | BDA-Hist.: Q105639544 Status: Bescheid Stand der BDA-Liste: 2025-06-30 Name: Gasthaus, Marktbräuhaus GstNr.: .147                                                                        |
| ja   | Datei hochladen | Wohnhaus, Kirschnerhaus HERIS-ID: 8618 Objekt-ID: 4574seit 2016                                                | Abelstraße 25 Standort KG: Aschach an der Donau               | | BDA-Hist.: Q38011357 Status: Bescheid Stand der BDA-Liste: 2025-06-30 Name: Wohnhaus, Kirschnerhaus GstNr.: .145                                                                         |
| ja   | Datei hochladen | Wohnhaus HERIS-ID: 23558 Objekt-ID: 19913seit 2016                                                             | Abelstraße 26 Standort KG: Aschach an der Donau               | | BDA-Hist.: Q37877188 Status: Bescheid Stand der BDA-Liste: 2025-06-30 Name: Wohnhaus GstNr.: .148                                                                                        |
| ja   | Datei hochladen | Wohnhaus HERIS-ID: 23557 Objekt-ID: 19912seit 2018                                                             | Abelstraße 27 Standort KG: Aschach an der Donau               | | BDA-Hist.: Q105640688 Status: Bescheid Stand der BDA-Liste: 2025-06-30 Name: Wohnhaus GstNr.: .144/1                                                                                     |
| ja   | Datei hochladen | Wohn- und Geschäftshaus, Binderwirtshaus HERIS-ID: 8619 Objekt-ID: 4575seit 2016                               | Abelstraße 28 Standort KG: Aschach an der Donau               | | BDA-Hist.: Q38011453 Status: Bescheid Stand der BDA-Liste: 2025-06-30 Name: Wohn- und Geschäftshaus, Binderwirtshaus GstNr.: .142                                                        |
| ja   | Datei hochladen | Wohnhaus, Maurerpaulihaus HERIS-ID: 8620 Objekt-ID: 4576seit 2018                                              | Abelstraße 30 Standort KG: Aschach an der Donau               | | BDA-Hist.: Q105639546 Status: Bescheid Stand der BDA-Liste: 2025-06-30 Name: Wohnhaus, Maurerpaulihaus GstNr.: .141/2                                                                    |
| ja   | Datei hochladen | Wohnhaus, Nikolai'sches Freihaus HERIS-ID: 8621 Objekt-ID: 4577                                                | Abelstraße 35 Standort KG: Aschach an der Donau               | | BDA-Hist.: Q38011538 Status: Bescheid Stand der BDA-Liste: 2025-06-30 Name: Wohnhaus, Nikolai'sches Freihaus GstNr.: .138                                                                |
| ja   | Datei hochladen | Wohnhaus HERIS-ID: 64447 Objekt-ID: 77166seit 2016                                                             | Abelstraße 36 Standort KG: Aschach an der Donau               | | BDA-Hist.: Q38106986 Status: Bescheid Stand der BDA-Liste: 2025-06-30 Name: Wohnhaus GstNr.: .133/2                                                                                      |
| ja   | Datei hochladen | Wohnhaus HERIS-ID: 8622 Objekt-ID: 4578seit 2016                                                               | Abelstraße 37 Standort KG: Aschach an der Donau               | | BDA-Hist.: Q38011635 Status: Bescheid Stand der BDA-Liste: 2025-06-30 Name: Wohnhaus GstNr.: .137                                                                                        |
| ja   | Datei hochladen | Wohnhaus, Ledererhaus HERIS-ID: 8623 Objekt-ID: 4579                                                           | Abelstraße 38 Standort KG: Aschach an der Donau               | Das spätgotische Ledererhaus hat einen Kern aus dem 15. Jahrhundert. Von 1682 bis 1959 beherbergte es einen Ledererbetrieb. Im 21. Jahrhundert erfolgte eine umfassende Sanierung und Adaptierung zu einem Wohn- und Veranstaltungshaus, die mit dem Denkmalpreis des Landes Oberösterreich ausgezeichnet wurde. Im Inneren befinden sich unter anderem durchgehend erhaltene Tonnengewölbe im Erdgeschoß und eine spätgotische Riemlingdecke im Obergeschoß. Das zweigeschoßige Nebengebäude stammt aus dem 19. Jahrhundert. Anmerkung: Das Bild stammt noch aus der Zeit vor der Sanierung. | BDA-Hist.: Q38011738 Status: Bescheid Stand der BDA-Liste: 2025-06-30 Name: Wohnhaus, Ledererhaus GstNr.: .133/1                                                                         |
| ja   | Datei hochladen | Wohnhaus, Unteres Huttererhaus HERIS-ID: 24343 Objekt-ID: 20729seit 2016                                       | Abelstraße 41 Standort KG: Aschach an der Donau               | | BDA-Hist.: Q37884021 Status: Bescheid Stand der BDA-Liste: 2025-06-30 Name: Wohnhaus, Unteres Huttererhaus GstNr.: .135/1                                                                |
| ja   | Datei hochladen | Ehem. Benefiziatenhaus, sog. Sindlhuberhaus HERIS-ID: 8624 Objekt-ID: 4581                                     | Abelstraße 46 Standort KG: Aschach an der Donau               | | BDA-Hist.: Q38011854 Status: Bescheid Stand der BDA-Liste: 2025-06-30 Name: Ehem. Benefiziatenhaus, sog. Sindlhuberhaus GstNr.: .126                                                     |
| ja   | Datei hochladen | Wohn- und Geschäftshaus HERIS-ID: 8625 Objekt-ID: 4582seit 2016                                                | Abelstraße 53 Standort KG: Aschach an der Donau               | | BDA-Hist.: Q38011923 Status: Bescheid Stand der BDA-Liste: 2025-06-30 Name: Wohn- und Geschäftshaus GstNr.: .128/1                                                                       |
| ja   | Datei hochladen | Wohnhaus HERIS-ID: 8626 Objekt-ID: 4583seit 2016                                                               | Abelstraße 55 Standort KG: Aschach an der Donau               | | BDA-Hist.: Q38012020 Status: Bescheid Stand der BDA-Liste: 2025-06-30 Name: Wohnhaus GstNr.: .127                                                                                        |
| ja   | Datei hochladen | Ehem. Pfarrhof HERIS-ID: 8633 Objekt-ID: 4590                                                                  | Grünauerstraße 12 Standort KG: Aschach an der Donau           | | BDA-Hist.: Q38012599 Status: Bescheid Stand der BDA-Liste: 2025-06-30 Name: Ehem. Pfarrhof GstNr.: .203                                                                                  |
| ja   | Datei hochladen | Schloss Aschach HERIS-ID: 8637 Objekt-ID: 4594                                                                 | Harrachstraße 1 Standort KG: Aschach an der Donau             | Das in einem weitläufigen englischen Park gelegene Schloss bildet einen unechten Vierkanter mit Innenhof. Der Ostflügel wurde 1709 von Lukas von Hildebrandt erbaut, von dem auch der Hochaltar der Schlosskapelle entworfen wurde. | BDA-Hist.: Q2240090 Status: Bescheid Stand der BDA-Liste: 2025-06-30 Name: Schloss Aschach GstNr.: .182, .184, 253/1, 253/9, .432, 254/14 Schloss Aschach an der Donau                   |
| ja   | Datei hochladen | Kath. Pfarrkirche zum hl. Johannes der Täufer und hl. Nikolaus HERIS-ID: 8638 Objekt-ID: 4595seit 2016         | Kirchenplatz 1 Standort KG: Aschach an der Donau              | Die Pfarrkirche Aschach an der Donau wurde 1490 an Stelle einer 1371 urkundlich erwähnten Vorgängerin in spätgotischem Stil neu errichtet und später barockisiert. | BDA-Hist.: Q25338415 Status: Bescheid Stand der BDA-Liste: 2025-06-30 Name: Kath. Pfarrkirche zum hl. Johannes der Täufer und hl. Nikolaus GstNr.: .125 Pfarrkirche Aschach an der Donau |
| ja   | Datei hochladen | Mariensäule HERIS-ID: 8639 Objekt-ID: 4596seit 2016                                                            | bei Kirchenplatz 1 Standort KG: Aschach an der Donau          | Die Figurengruppe, die die Krönung Mariens durch die Heilige Dreifaltigkeit darstellt, steht auf einem strukturierten Granitsockel mit einer Grundfläche von 110 × 150 cm. An der Vorderseite des Sockels befindet sich eine Kartusche mit einer Reliefdarstellung der hl. Maria Magdalena. Zudem trägt der Sockel ein Chronogramm mit der Inschrift „Benedicta sit Sancta et individua trinitas“ (Gesegnet sei die heilige und unteilbare Dreifaltigkeit), die in Form eines Chronogramms auf das Jahr 1716 hinweist. Die Rückseite des Sockels schmückt eine Kartusche mit einem Ornament. Eine mehrfach profilierte, vorkragende Platte bildet die Grundlage für die wuchtige, taillierte Säule, die in eine Wolke übergeht. Aus dieser Wolke erheben sich Maria, die gekrönt werden soll, und die Darstellung der Dreifaltigkeit. Ganz oben thront der Heilige Geist als Taube in einem Strahlenkranz. | BDA-Hist.: Q38012945 Status: Bescheid Stand der BDA-Liste: 2025-06-30 Name: Mariensäule GstNr.: 3/8 Mariensäule, Aschach an der Donau                                                    |
| ja   | Datei hochladen | Figurenbildstock hl. Johannes Nepomuk HERIS-ID: 8660 Objekt-ID: 4617seit 2015                                  | Kirchenplatz 1, in der Nähe Standort KG: Aschach an der Donau | Die Sandsteinstatue des hl. Johannes Nepomuk wurde 1725 an der Auffahrt zu Schloss errichtet und nach mehreren Standortwechseln im Jahr 2010 nach einer Renovierung an das an der Donau liegende Ende des Kirchenplatzes versetzt. | BDA-Hist.: Q38014521 Status: Bescheid Stand der BDA-Liste: 2025-06-30 Name: Figurenbildstock hl. Johannes Nepomuk GstNr.: 3/34                                                           |
| ja   | Datei hochladen | Wohnhaus, Kreuzwirtshaus HERIS-ID: 8640 Objekt-ID: 4597seit 2016                                               | Kirchenplatz 2 Standort KG: Aschach an der Donau              | | BDA-Hist.: Q38013009 Status: Bescheid Stand der BDA-Liste: 2025-06-30 Name: Wohnhaus, Kreuzwirtshaus GstNr.: .124                                                                        |
| ja   | Datei hochladen | Wohn- und Geschäftshaus HERIS-ID: 8641 Objekt-ID: 4598                                                         | Kirchenplatz 5 Standort KG: Aschach an der Donau              | | BDA-Hist.: Q38013081 Status: Bescheid Stand der BDA-Liste: 2025-06-30 Name: Wohn- und Geschäftshaus GstNr.: .121 Aschach Kirchenplatz 5                                                  |
| ja   | Datei hochladen | Wohnhaus HERIS-ID: 8642 Objekt-ID: 4599                                                                        | Kirchenplatz 7 Standort KG: Aschach an der Donau              | | BDA-Hist.: Q38013151 Status: Bescheid Stand der BDA-Liste: 2025-06-30 Name: Wohnhaus GstNr.: .119 Aschach Kirchenplatz 7                                                                 |
| ja   | Datei hochladen | Postgebäude HERIS-ID: 8643 Objekt-ID: 4600seit 2016                                                            | Kurzwernhartplatz 1 Standort KG: Aschach an der Donau         | | BDA-Hist.: Q38013256 Status: Bescheid Stand der BDA-Liste: 2025-06-30 Name: Postgebäude GstNr.: .118/1                                                                                   |
| ja   | Datei hochladen | Wohn- und Geschäftshaus HERIS-ID: 8644 Objekt-ID: 4601seit 2016                                                | Kurzwernhartplatz 2 Standort KG: Aschach an der Donau         | | BDA-Hist.: Q38013366 Status: Bescheid Stand der BDA-Liste: 2025-06-30 Name: Wohn- und Geschäftshaus GstNr.: .117/1                                                                       |
| ja   | Datei hochladen | ehem. Mauthaus, Gegenhandlerhaus HERIS-ID: 8645 Objekt-ID: 4602                                                | Kurzwernhartplatz 4 Standort KG: Aschach an der Donau         | | BDA-Hist.: Q38013466 Status: Bescheid Stand der BDA-Liste: 2025-06-30 Name: ehem. Mauthaus, Gegenhandlerhaus GstNr.: .116                                                                |
| ja   | Datei hochladen | Gasthaus HERIS-ID: 8646 Objekt-ID: 4603                                                                        | Kurzwernhartplatz 5 Standort KG: Aschach an der Donau         | | BDA-Hist.: Q38013506 Status: Bescheid Stand der BDA-Liste: 2025-06-30 Name: Gasthaus GstNr.: .115 Aschach Kurzwernhartplatz 5                                                            |
| ja   | Datei hochladen | Wohn- und Geschäftshaus HERIS-ID: 8647 Objekt-ID: 4604seit 2016                                                | Kurzwernhartplatz 6 Standort KG: Aschach an der Donau         | | BDA-Hist.: Q38013526 Status: Bescheid Stand der BDA-Liste: 2025-06-30 Name: Wohn- und Geschäftshaus GstNr.: .114                                                                         |
| ja   | Datei hochladen | Wohnhaus, ehem. Marktrichterhaus HERIS-ID: 8648 Objekt-ID: 4605                                                | Kurzwernhartplatz 7 Standort KG: Aschach an der Donau         | | BDA-Hist.: Q38013626 Status: Bescheid Stand der BDA-Liste: 2025-06-30 Name: Wohnhaus, ehem. Marktrichterhaus GstNr.: .113                                                                |
| ja   | Datei hochladen | Wohnhaus, sog. Fleischhackerhaus HERIS-ID: 8649 Objekt-ID: 4606                                                | Kurzwernhartplatz 8 Standort KG: Aschach an der Donau         | An der Fassade des sogenannten Fleischhackerhauses befindet sich im ersten Obergeschoß eine mit 1789 bezeichnete Hochwassermarke, die an eine verheerende Überschwemmung erinnert, die den Ort in diesem Jahr am 30. Jänner heimgesucht hatte. Daneben, zwischen zwei Fensterbänken, ist in einem stuckumrahmten Feld eine in schwarzer Frakturschrift ausgeführte Inschrift mit Bezug auf die Katastrophe zu sehen. | BDA-Hist.: Q38013739 Status: Bescheid Stand der BDA-Liste: 2025-06-30 Name: Wohnhaus, sog. Fleischhackerhaus GstNr.: .112 Aschach Kurzwernhartplatz 8                                    |
| ja   | Datei hochladen | Wohn- und Geschäftshaus HERIS-ID: 8650 Objekt-ID: 4607seit 2016                                                | Kurzwernhartplatz 9 Standort KG: Aschach an der Donau         | | BDA-Hist.: Q38013841 Status: Bescheid Stand der BDA-Liste: 2025-06-30 Name: Wohn- und Geschäftshaus GstNr.: .111/1                                                                       |
| ja   | Datei hochladen | Wohn- und Geschäftshaus HERIS-ID: 8651 Objekt-ID: 4608seit 2016                                                | Kurzwernhartplatz 11 Standort KG: Aschach an der Donau        | | BDA-Hist.: Q38013984 Status: Bescheid Stand der BDA-Liste: 2025-06-30 Name: Wohn- und Geschäftshaus GstNr.: .110/1                                                                       |
| ja   | Datei hochladen | Wohn- und Geschäftshaus HERIS-ID: 8652 Objekt-ID: 4609seit 2016                                                | Kurzwernhartplatz 12 Standort KG: Aschach an der Donau        | | BDA-Hist.: Q38014033 Status: Bescheid Stand der BDA-Liste: 2025-06-30 Name: Wohn- und Geschäftshaus GstNr.: .109                                                                         |
| ja   | Datei hochladen | Brunnen HERIS-ID: 8457 Objekt-ID: 4411seit 2016                                                                | vor Kurzwernhartplatz 12 Standort KG: Aschach an der Donau    | | BDA-Hist.: Q38003814 Status: Bescheid Stand der BDA-Liste: 2025-06-30 Name: Brunnen GstNr.: 3/7                                                                                          |
| ja   | Datei hochladen | Wohnhaus HERIS-ID: 8653 Objekt-ID: 4610seit 2016                                                               | Reitingerstraße 5 Standort KG: Aschach an der Donau           | | BDA-Hist.: Q38014056 Status: Bescheid Stand der BDA-Liste: 2025-06-30 Name: Wohnhaus GstNr.: .106                                                                                        |
| ja   | Datei hochladen | Gasthaus HERIS-ID: 8654 Objekt-ID: 4611seit 2016                                                               | Reitingerstraße 7 Standort KG: Aschach an der Donau           | | BDA-Hist.: Q38014095 Status: Bescheid Stand der BDA-Liste: 2025-06-30 Name: Gasthaus GstNr.: .105, .104                                                                                  |
| ja   | Datei hochladen | Wohnhaus HERIS-ID: 8655 Objekt-ID: 4612seit 2016                                                               | Reitingerstraße 9 Standort KG: Aschach an der Donau           | | BDA-Hist.: Q38014160 Status: Bescheid Stand der BDA-Liste: 2025-06-30 Name: Wohnhaus GstNr.: .103                                                                                        |
| ja   | Datei hochladen | Wohn- und Geschäftshaus, sog. Markuth-Haus HERIS-ID: 8435 Objekt-ID: 4389                                      | Ritzbergerstraße 1 Standort KG: Aschach an der Donau          | Laut einer Inschrift im ersten Stockwerk auf dem Eckerker wurde das Bürgerhaus Ritzbergerstraße 1 im Jahr 1548 von einem Marktrichter namens Daniel Markuth errichtet. Allerdings ist ein Bürger dieses Namens in Aschach erst in Dokumenten aus dem 17. Jahrhundert nachweisbar. Weiter oben ist eine Sonnenuhr zu sehen, begleitet von einer weiteren Inschrift: „Mach es wie die Sonnenuhr, zähl’ die heitren Stunden nur“. | BDA-Hist.: Q38003633 Status: Bescheid Stand der BDA-Liste: 2025-06-30 Name: Wohn- und Geschäftshaus, sog. Markuth-Haus GstNr.: .91 Aschach Ritzbergerstraße 1                            |
| ja   | Datei hochladen | Ehem. Gasthaus Schwarzer Adler HERIS-ID: 8434 Objekt-ID: 4388                                                  | Ritzbergerstraße 2 Standort KG: Aschach an der Donau          | | BDA-Hist.: Q38003623 Status: Bescheid Stand der BDA-Liste: 2025-06-30 Name: Ehem. Gasthaus Schwarzer Adler GstNr.: .90/2, .90/1 Aschach Ritzbergerstraße 2                               |
| ja   | Datei hochladen | Bürgerhaus HERIS-ID: 25895 Objekt-ID: 22344seit 2016                                                           | Ritzbergerstraße 3 Standort KG: Aschach an der Donau          | | BDA-Hist.: Q37897273 Status: Bescheid Stand der BDA-Liste: 2025-06-30 Name: Bürgerhaus GstNr.: .87                                                                                       |
| ja   | Datei hochladen | Wohnhaus HERIS-ID: 5717 Objekt-ID: 1588seit 2016                                                               | Ritzbergerstraße 4 Standort KG: Aschach an der Donau          | | BDA-Hist.: Q37847944 Status: Bescheid Stand der BDA-Liste: 2025-06-30 Name: Wohnhaus GstNr.: .86                                                                                         |
| ja   | Datei hochladen | Gasthaus zur goldenen Kanone HERIS-ID: 8436 Objekt-ID: 4390                                                    | Ritzbergerstraße 5 Standort KG: Aschach an der Donau          | | BDA-Hist.: Q38003645 Status: Bescheid Stand der BDA-Liste: 2025-06-30 Name: Gasthaus zur goldenen Kanone GstNr.: .85 Aschach Ritzbergerstraße 5                                          |
| ja   | Datei hochladen | Wohnhaus HERIS-ID: 8437 Objekt-ID: 4391seit 2016                                                               | Ritzbergerstraße 6 Standort KG: Aschach an der Donau          | | BDA-Hist.: Q38003654 Status: Bescheid Stand der BDA-Liste: 2025-06-30 Name: Wohnhaus GstNr.: .84 Aschach Ritzbergerstraße 6                                                              |
| ja   | Datei hochladen | Wohnhaus HERIS-ID: 8438 Objekt-ID: 4392                                                                        | Ritzbergerstraße 7 Standort KG: Aschach an der Donau          | | BDA-Hist.: Q38003664 Status: Bescheid Stand der BDA-Liste: 2025-06-30 Name: Wohnhaus GstNr.: .83 Aschach Ritzbergerstraße 7                                                              |
| ja   | Datei hochladen | Altes Rathaus HERIS-ID: 8439 Objekt-ID: 4393                                                                   | Ritzbergerstraße 8 Standort KG: Aschach an der Donau          | Das Haus Ritzbergerstraße 8 wurde 1509 errichtet und nach einem Brand 1804 umgebaut. Von 1622 bis 1842 diente es als Rathaus. An der Fassade trägt es das in einem Stuckoval eingefasste Marktwappen von Aschach. | BDA-Hist.: Q38003672 Status: Bescheid Stand der BDA-Liste: 2025-06-30 Name: Altes Rathaus GstNr.: .82 Aschach Altes Rathaus                                                              |
| ja   | Datei hochladen | Wohnhaus, ehem. k.k. Post- und Telegraphenamt HERIS-ID: 8440 Objekt-ID: 4394seit 2016                          | Ritzbergerstraße 9 Standort KG: Aschach an der Donau          | | BDA-Hist.: Q38003682 Status: Bescheid Stand der BDA-Liste: 2025-06-30 Name: Wohnhaus, ehem. k.k. Post- und Telegraphenamt GstNr.: .81                                                    |
| ja   | Datei hochladen | Ehem. Gasthaus zum goldenen Engel HERIS-ID: 8441 Objekt-ID: 4395seit 2016                                      | Ritzbergerstraße 10 Standort KG: Aschach an der Donau         | | BDA-Hist.: Q38003691 Status: Bescheid Stand der BDA-Liste: 2025-06-30 Name: Ehem. Gasthaus zum goldenen Engel GstNr.: .59                                                                |
| ja   | Datei hochladen | Wohnhaus HERIS-ID: 8442 Objekt-ID: 4396seit 2016                                                               | Ritzbergerstraße 11 Standort KG: Aschach an der Donau         | | BDA-Hist.: Q38003699 Status: Bescheid Stand der BDA-Liste: 2025-06-30 Name: Wohnhaus GstNr.: .58                                                                                         |
| ja   | Datei hochladen | Wohnhaus HERIS-ID: 22104 Objekt-ID: 18432seit 2016                                                             | Ritzbergerstraße 12 Standort KG: Aschach an der Donau         | | BDA-Hist.: Q37867135 Status: Bescheid Stand der BDA-Liste: 2025-06-30 Name: Wohnhaus GstNr.: .56                                                                                         |
| ja   | Datei hochladen | Wohnhaus, Huberkaspernhaus HERIS-ID: 8456 Objekt-ID: 4410seit 2016                                             | Ritzbergerstraße 13 Standort KG: Aschach an der Donau         | | BDA-Hist.: Q38003806 Status: Bescheid Stand der BDA-Liste: 2025-06-30 Name: Wohnhaus, Huberkaspernhaus GstNr.: .55                                                                       |
| ja   | Datei hochladen | Wohnhaus, Schönbergerstöckl HERIS-ID: 22105 Objekt-ID: 18433seit 2016                                          | Ritzbergerstraße 14 Standort KG: Aschach an der Donau         | | BDA-Hist.: Q37867146 Status: Bescheid Stand der BDA-Liste: 2025-06-30 Name: Wohnhaus, Schönbergerstöckl GstNr.: .54/2                                                                    |
| ja   | Datei hochladen | Wohnhaus HERIS-ID: 8443 Objekt-ID: 4397seit 2016                                                               | Ritzbergerstraße 15 Standort KG: Aschach an der Donau         | | BDA-Hist.: Q38003709 Status: Bescheid Stand der BDA-Liste: 2025-06-30 Name: Wohnhaus GstNr.: .53                                                                                         |
| ja   | Datei hochladen | Wohnhaus HERIS-ID: 8444 Objekt-ID: 4398seit 2016                                                               | Ritzbergerstraße 16 Standort KG: Aschach an der Donau         | | BDA-Hist.: Q38003717 Status: Bescheid Stand der BDA-Liste: 2025-06-30 Name: Wohnhaus GstNr.: .52                                                                                         |
| ja   | Datei hochladen | Smattosch-Villa HERIS-ID: 8445 Objekt-ID: 4399seit 2016                                                        | Ritzbergerstraße 19 Standort KG: Aschach an der Donau         | Anmerkung: GstNr. .446 liegt getrennt an der Berggasse, GstNr. 70 dürfte fehlen | BDA-Hist.: Q38003727 Status: Bescheid Stand der BDA-Liste: 2025-06-30 Name: Smattosch-Villa GstNr.: .34, .446                                                                            |
| ja   | Datei hochladen | Wohnhaus HERIS-ID: 8446 Objekt-ID: 4400seit 2016                                                               | Ritzbergerstraße 21 Standort KG: Aschach an der Donau         | | BDA-Hist.: Q38003735 Status: Bescheid Stand der BDA-Liste: 2025-06-30 Name: Wohnhaus GstNr.: .30                                                                                         |
| ja   | Datei hochladen | Wohnhaus, Schiffmeistershaus HERIS-ID: 8447 Objekt-ID: 4401seit 2016                                           | Ritzbergerstraße 22 Standort KG: Aschach an der Donau         | | BDA-Hist.: Q38003745 Status: Bescheid Stand der BDA-Liste: 2025-06-30 Name: Wohnhaus, Schiffmeistershaus GstNr.: .29                                                                     |
| ja   | Datei hochladen | Wohnhaus HERIS-ID: 8448 Objekt-ID: 4402seit 2016                                                               | Ritzbergerstraße 23 Standort KG: Aschach an der Donau         | | BDA-Hist.: Q38003757 Status: Bescheid Stand der BDA-Liste: 2025-06-30 Name: Wohnhaus GstNr.: .28                                                                                         |
| ja   | Datei hochladen | Wohnhaus, Schlosserhaus HERIS-ID: 8449 Objekt-ID: 4403seit 2016                                                | Ritzbergerstraße 24 Standort KG: Aschach an der Donau         | | BDA-Hist.: Q38003765 Status: Bescheid Stand der BDA-Liste: 2025-06-30 Name: Wohnhaus, Schlosserhaus GstNr.: .27                                                                          |
| ja   | Datei hochladen | Wohnhaus, Huberhaus HERIS-ID: 8451 Objekt-ID: 4405seit 2016                                                    | Ritzbergerstraße 26 Standort KG: Aschach an der Donau         | | BDA-Hist.: Q38003774 Status: Bescheid Stand der BDA-Liste: 2025-06-30 Name: Wohnhaus, Huberhaus GstNr.: .22                                                                              |
| ja   | Datei hochladen | Wohnhaus, Steinmetzhaus HERIS-ID: 8452 Objekt-ID: 4406seit 2016                                                | Ritzbergerstraße 27 Standort KG: Aschach an der Donau         | | BDA-Hist.: Q38003786 Status: Bescheid Stand der BDA-Liste: 2025-06-30 Name: Wohnhaus, Steinmetzhaus GstNr.: .20/1                                                                        |
| ja   | Datei hochladen | Amtsgebäude, Steinbruchschmiede HERIS-ID: 8454 Objekt-ID: 4408seit 2016                                        | Ritzbergerstraße 38 Standort KG: Aschach an der Donau         | | BDA-Hist.: Q38003796 Status: Bescheid Stand der BDA-Liste: 2025-06-30 Name: Amtsgebäude, Steinbruchschmiede GstNr.: .8                                                                   |
| ja   | Datei hochladen | Wohnhaus HERIS-ID: 8433 Objekt-ID: 4387seit 2016                                                               | Schiffergasse 2 Standort KG: Aschach an der Donau             | | BDA-Hist.: Q38003618 Status: Bescheid Stand der BDA-Liste: 2025-06-30 Name: Wohnhaus GstNr.: .44                                                                                         |
| ja   | Datei hochladen | Kath. Filialkirche hl. Laurenz (Spitalkirche Aschach, Friedhofskirche) HERIS-ID: 8615 Objekt-ID: 4571seit 2016 | gegenüber Stiftstraße 4 Standort KG: Aschach an der Donau     | | BDA-Hist.: Q38011154 Status: Bescheid Stand der BDA-Liste: 2025-06-30 Name: Kath. Filialkirche hl. Laurenz (Spitalkirche Aschach, Friedhofskirche) GstNr.: .169                          |